# La sartén por el mango
La sartén por el mango es una película filmada en colores de Argentina dirigida por Manuel Antin sobre su propio guion escrito según la obra teatral de Javier Portales que se estrenó el 5 de octubre de 1972 y que tuvo como protagonistas a Claudio García Satur, Víctor Laplace, Alberto Argibay, Enrique Liporace, Ana María Picchio,  Dorys del Valle, Betiana Blum y Elizabeth Makar.

## Sinopsis
Mientras se celebra una despedida de soltero en un departamento la muerte de una de las muchachas contratadas pone al descubierto los miedos de los hombres.

## Reparto
Los principales intérpretes fueron:
- Claudio García Satur
- Víctor Laplace
- Alberto Argibay
- Enrique Liporace
- Ana María Picchio
- Dorys del Valle
- Betiana Blum
- Elizabeth Makar

## Comentarios
El Cronista Comercial dijo:

”Antín no ha hecho milagros: en base a oficio, merced a una buena marcación de actores y con el respaldo de un elenco eficaz, constituye un film que sobrepasa discretamente la medianía, y que en algunos pasajes cautiva y emociona.”

Clarín opinó:

”Buena resolución para cine.”

Manrupe y Portela escriben:

”Aceptable versión de una obra de cierto éxito, sin agregar demasiado.”